# 阿馬加巨龍屬
阿马加巨龙（属名：Amargatitanis，意为“阿马加的巨人”）是阿根廷内乌肯省早白垩世（巴列姆阶）阿马加组的一属叉龙科蜥脚类恐龙。

## 分类
正模标本MACN PV N53由约瑟·波拿巴（José Fernando Bonaparte）于1983年3月收集，由两节尾椎、一个右坐骨及部分右后肢组成。尽管在原描述中归入泰坦巨龙类，但后期研究者对此提出质疑，指出被视为该属合模标本的肩胛骨（MACN PV N34）及六节尾椎（MACN PV N51）的发现地与MACN PV N53不同，因此其假定的泰坦巨龙类特征无效。巴勃罗·埃雷·加林纳（Pablo Ariel Gallina）2016年的研究将其重新归入叉龙科。